# پیز آژوز
پیز آژوز (به لاتین: Piz Ajüz) یک کوه در سوئیس است که در کانتون گراوبوندن واقع شده‌است. پیز آژوز ۲٬۷۸۸ متر بالاتر از سطح دریا واقع شده‌است.